# Nagari Lambah
Nagari Lambah is een bestuurslaag in het regentschap Agam van de provincie West-Sumatra, Indonesië. Nagari Lambah telt 4645 inwoners (volkstelling 2010).